# David Bedford (lekkoatleta)
David Colin Bedford OBE (ur. 30 grudnia 1949 w Londynie) – brytyjski lekkoatleta, długodystansowiec, były rekordzista świata.
Na początku lat 1970. był jednym z najlepszych długodystansowców świata, jednak nie zdobywał medali na najważniejszych imprezach sportowych, ponieważ nie dysponował szybkim finiszem.
Zdobył złoty medal w biegu przełajowym juniorów na międzynarodowych mistrzostwach w 1969 w Clydebank. Na międzynarodowych mistrzostwach biegach przełajowych w 1970 w Vichy zajął 95. miejsce w kategorii seniorów.
Na kolejnych międzynarodowych mistrzostwach biegach przełajowych w 1971 w San Sebastián Bedford zdobył złote medale zarówno w konkurencji indywidualnej, jak i drużynowej.
12 czerwca 1971 w Edynburgu ustanowił rekord Europy w biegu na 5000 metrów czasem 13:22,2, a 7 lipca tego roku w Portsmouth poprawił rekord Europy w biegu na 10 000 metrów wynikiem 27:47,0 (był to pierwszy rezultat w Europie poniżej 28 minut).
Zajął 6. miejsce w biegu na 10 000 metrów na mistrzostwach Europy w 1971 w Helsinkach. 14 lipca 1972 w Londynie poprawił własny rekord Europy w biegu na 5000 metrów rezultatem 13:17,2. Na igrzyskach olimpijskich w 1972 w Monachium zajął 12. miejsce w biegu na 5000 metrów i 6. miejsce w biegu na 10 000 metrów.
13 lipca 1973 w Londynie ustanowił rekord świata w biegu na 10 000 metrów czasem 27:30,8, poprawiając dotychczasowy rekord należący do Lasse Viréna o 7,6 sekundy. Jako reprezentant Anglii zajął 4. miejsce w biegu na 10 000 metrów i 11. miejsce w biegu na 5000 metrów na Igrzyskach Brytyjskiej Wspólnoty Narodów w 1974 w Christchurch. Wystąpił na mistrzostwach świata w biegach przełajowych w 1977 w Düsseldorfie, gdzie zajął 45. miejsce.
Bedford był mistrzem Wielkiej Brytanii (AAA) w biegu na 5000 metrów w 1972 i w biegu na 10 000 metrów w latach 1970–1974, a także halowym wicemistrzem w biegu na 3000 metrów w 1972. Był również mistrzem Anglii (AAA) w biegu przełajowym w 1971 i 1973 oraz brązowym medalistą w 1970.
31 grudnia 2013 Bedford został oficerem Orderu Imperium Brytyjskiego.